# Nicolas Renavand
Nicolas Renavand (* 25. Juni 1982) ist ein ehemaliger französischer Tennisspieler.

## Karriere
Renavand war bislang vor allem auf der ATP Challenger Tour erfolgreich. Er sammelte im Doppel mit unterschiedlichen Partnern vier Titel, davon drei mit Pierre-Hugues Herbert. Sein Grand-Slam-Debüt im Doppel gab er 2005 bei den French Open an der Seite von Jérémy Chardy. Im Einzel trat Renevand nicht groß in Erscheinung, seit dem 7. Juli 2014 wird er nicht mehr in der Einzelweltrangliste geführt.
Im Februar 2014 trat er zusammen mit seinem Doppelpartner Jonathan Eysseric beim Challenger-Turnier in Quimper zu seinem bislang letzten Profimatch wegen eines Rippenbruchs nicht an. Im Juni desselben Jahres wurde sein Karriereende bekannt.

## Erfolge
| Legende (Anzahl der Siege)  |
| Grand Slam                  |
| ATP World Tour Finals       |
| ATP World Tour Masters 1000 |
| ATP World Tour 500          |
| ATP World Tour 250          |
| ATP Challenger Tour (6)     |

### Doppel

#### Turniersiege
| Nr. | Datum            | Turnier     | Belag         | Partner               | Finalgegner                          | Ergebnis          |
| --- | ---------------- | ----------- | ------------- | --------------------- | ------------------------------------ | ----------------- |
| 1.  | 26. August 2006  | Buxoro      | Hartplatz     | Nicolas Tourte        | Rohan Bopanna Aisam-ul-Haq Qureshi   | 2:6, 6:3, [10:8]  |
| 2.  | 24. Oktober 2010 | Orléans (1) | Hartplatz (i) | Pierre-Hugues Herbert | Sébastien Grosjean Nicolas Mahut     | 7:63, 1:6, [10:6] |
| 3.  | 6. März 2011     | Cherbourg   | Hartplatz (i) | Pierre-Hugues Herbert | Nicolas Mahut Édouard Roger-Vasselin | 3:6, 6:4, [10:5]  |
| 4.  | 23. Oktober 2011 | Orléans (2) | Hartplatz (i) | Pierre-Hugues Herbert | David Škoch Simone Vagnozzi          | 7:5, 6:3          |
| 5.  | 15. Juni 2013    | Blois       | Sand          | Jonathan Eysseric     | Ruben Gonzales Chris Letcher         | 6:3, 6:4          |
| 6.  | 7. Juli 2013     | Timișoara   | Sand          | Jonathan Eysseric     | Ilija Vučić Miljan Zekić             | 6:76, 6:2, [10:7] |